# Đảo Hoàng Sa
Đảo Hoàng Sa là một đảo san hô thuộc nhóm đảo Lưỡi Liềm của quần đảo Hoàng Sa. Thời còn đô hộ Việt Nam, Pháp chọn đảo Hoàng Sa làm nơi đóng quân chính, viện lý do đảo gần đất liền, gần trung tâm của quần đảo và ở gần nhiều đảo khác nên kiểm soát dễ dàng hơn đảo Phú Lâm.
Việt Nam, Đài Loan và Trung Quốc đều tuyên bố chủ quyền đối với quần đảo Hoàng Sa, trong đó có đảo Hoàng Sa. Hiện nay, Trung Quốc đang quản lý đảo này.

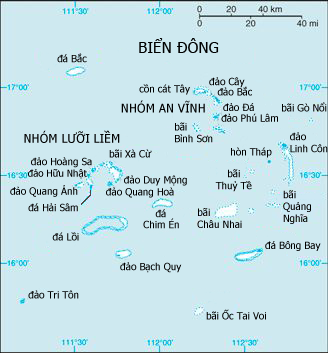
Bản đồ quần đảo Hoàng Sa

## Tổng quát
- Tên gọi: đảo Hoàng Sa; tiếng Anh: Pattle Island; tiếng Trung: 珊瑚岛; bính âm: Shānhú dǎo, Hán-Việt: San Hô đảo.
- Tọa độ: 16°32'05"B – 111°36'30"Đ
- Hình thể: hình bầu dục, dài 820 m, rộng khoảng 420 m, chu vi khoảng 2.100 m, diện tích khoảng 0,32 km², cao 9 m, có vòng san hô bao quanh.[2]
- Môi trường: trên đảo có rất nhiều cây và chim chóc.

## Hoạt động trên đảo
Trong thời gian đảo Hoàng Sa nằm dưới sự quản lý trực tiếp của người Việt và thực dân Pháp, nhiều công trình dân sự lẫn quân sự đã được xây dựng tại đây nhằm phục vụ cho nhiều mục đích khác nhau.

### Giao thông vận tải
- Hải đăng: được xây dựng ở phía bắc của đảo. "Đèn hiệu này thấy xa chừng 12 hải lý, thuộc loại hải đăng chớp tắt có chu kỳ mà "thời khoảng sáng" dài hơn "thời khoảng tắt" (hải đồ ghi: Occ - 12)."[2]
- Cầu tàu: được xây dựng ở phía nam của đảo. Có một rạch nước khá sâu dẫn từ ngoài biển vào cầu tàu. Cầu tàu là điểm cuối của một đường goòng bằng sắt dài 180 m[2] nhằm phục vụ hoạt động khai thác phân chim. Từ năm 1956 đến năm 1964, Công ty Phân bón Việt Nam của ông Bùi Kiến Thành đã chở vào đất liền khoảng 100.000 tấn[3]
- Đường sá: có ba con đường chủ chốt trên đảo
  - Đường chính hướng nam-bắc nối từ cầu tàu vào giữa đảo, rộng khoảng 2 m. Điểm cuối là một giếng nước (có vị lợ, nằm phía bên phải của đồn binh và nhà của trạm khí tượng).
  - Đường từ sau nhà của trạm khí tượng đến cuối đảo, song song với đường chính.
  - Đường từ giếng nước hướng lên phía bắc của đảo.[1]
- Kế hoạch xây sân bay: Bộ tư lệnh Hải quân Việt Nam Cộng hoà đã gửi người khảo sát các đảo ở Hoàng Sa để xây dựng một sân bay nhỏ đủ khả năng tiếp nhận máy bay vận tải C-7 Caribou và một số máy bay có khả năng hạ/cất cánh với đường băng ngắn nhưng không thành vì diễn ra trận Hải chiến Hoàng Sa.[2][4]

### Dân sự

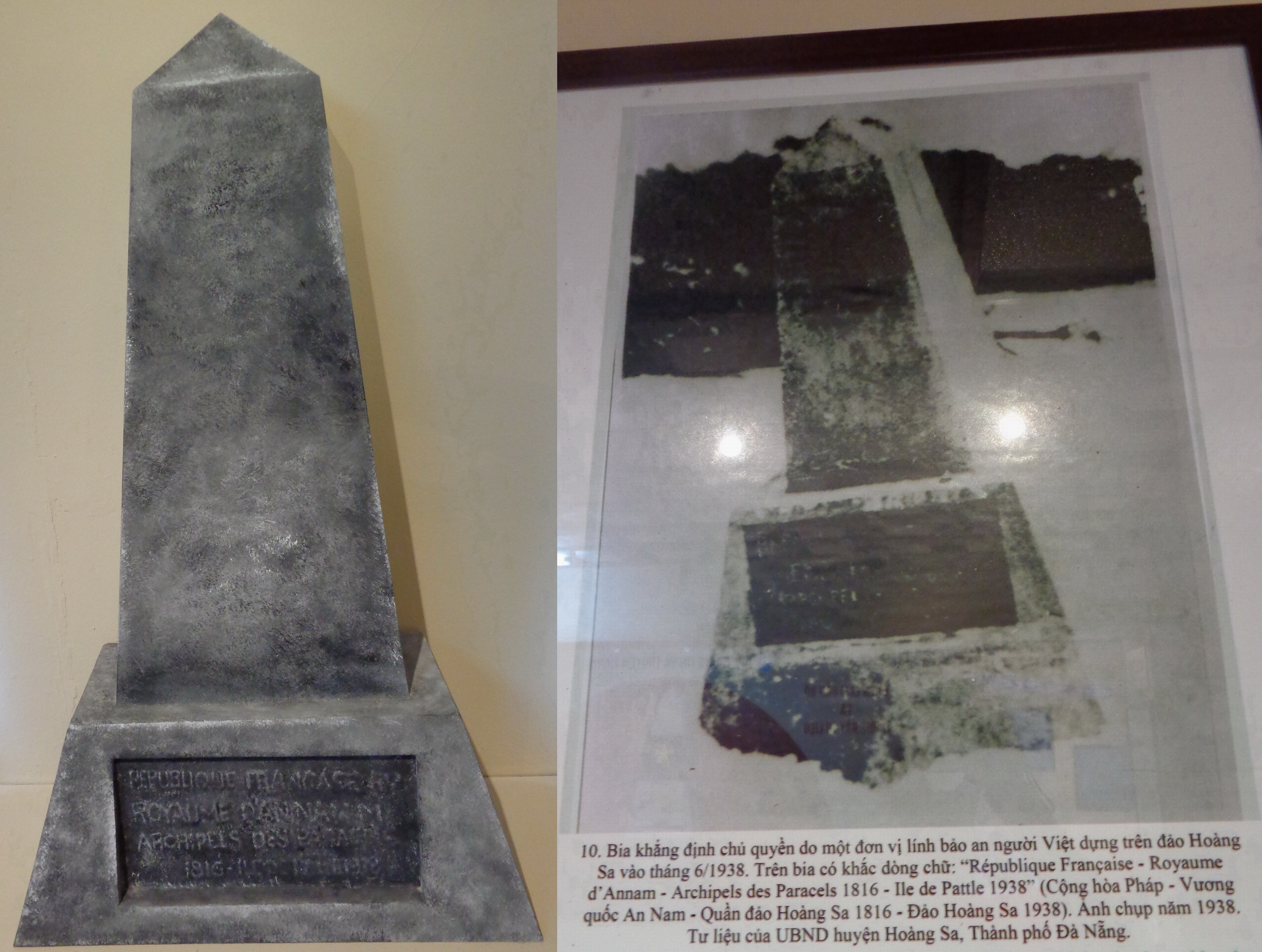
Bia chủ quyền Hoàng Sa của Việt Nam thời Pháp thuộc dựng năm 1938 tại đảo Hoàng Sa của quần đảo Hoàng Sa, khẳng định chủ quyền của Việt Nam trên quần đảo Hoàng Sa (Paracels) liên tục từ năm 1816 (niên hiệu Gia Long thứ 14) đã thuộc chủ quyền của vương quốc An Nam (thời độc lập, quốc hiệu Việt Nam), cho đến thời điểm dựng bia năm 1938 (thời Pháp thuộc, Indochine française).

- Khẳng định chủ quyền: Pháp xây một bia chủ quyền ở gần giữa đảo vào năm 1938[2] nhằm xác nhận lại chủ quyền chính thức của Việt Nam từ năm 1816 và của Pháp khi nước này đô hộ Việt Nam.

Trên bia ghi:
"République française
Royaume d'Annam
Archipel des Paracels
1816 - Île de Pattle-1938"
nghĩa là:
Cộng hoà Pháp
Vương quốc An Nam
Quần đảo Hoàng Sa
1816 - Đảo Hoàng Sa-1938
- Đo đạc khí tượng: trạm khí tượng trên đảo bắt đầu hoạt động khoảng từ năm 1938 với số hiệu 48.860 do Tổ chức Khí tượng Quốc tế (sau này là Tổ chức Khí tượng Thế giới) cấp phát. Mỗi ngày các nhân viên "đo 8 obs (kỳ quan trắc): gió, mưa, mây, nắng, nhiệt độ nước biển, độ ẩm, khí áp,...thả bóng thám không hai lần: 6 giờ sáng và 12 giờ trưa"[4] rồi truyền thông tin về Nha Khí tượng Sài Gòn qua đàm thoại vô tuyến (lúc đầu bằng mã Morse[5]). Ty khí tượng tại đảo Hoàng Sa hoạt động tương đối liên tục, trừ vài năm chiến tranh khi Đế quốc Nhật Bản chiếm đóng, và chỉ dừng lại khi Trung Quốc chiếm đảo sau trận Hải chiến Hoàng Sa.[2] Sau này, Trung Quốc đã đăng ký tên trạm là Sanhu với số hiệu 59.985.[6]
- Tín ngưỡng, tôn giáo:
  - Miếu Bà: được xây ở góc tây nam của đảo trong giai đoạn sau khi Đế quốc Nhật Bản đầu hàng nhưng trước năm 1948 với chiều dài 6m, chiều rộng 4m và chiều cao khoảng 3m. Trong miếu có tượng Bà cao 1,50 m và tượng đức Phật Thích Ca. Bên trái của miếu có một nghĩa trang.[1]
  - Nhà thờ Kitô giáo: được xây dựng vào thập niên 1950 dành cho các binh sĩ theo tôn giáo này.[2]
- Hoạt động khác: ở gần giữa đảo còn có sân bóng chuyền, cột cờ.[1]

### Quân sự
Từ đầu thập niên 1930, các nhà cửa quân sự như đồn binh, nhà ở của binh lính được thiết lập. Lính Pháp và lính khố xanh thường dùng xà lúp đi tuần cả đảo này và các đảo khác. Trong Chiến tranh thế giới thứ hai, quân Nhật xây nhiều lô cốt với tường rất dày ở cả bốn góc đảo. Đến thời Việt Nam Cộng hoà, lúc đầu có một tiểu đoàn Thủy quân lục chiến nhận nhiệm vụ bảo vệ các đảo, sau giảm xuống thành một đại đội và từ ngày 5 tháng 10 năm 1959, chỉ còn một trung đội thủy quân lục chiến 30 người và các Bảo an viên thuộc Tỉnh đoàn Bảo an Quảng Nam (sau này là địa phương quân tiểu khu Quảng Nam) đóng trên đảo; vì thiếu phương tiện nên họ chỉ đồn trú trên đảo Hoàng Sa khiến các đảo khác bị bỏ không.
Từ khi chiếm đảo năm 1974, Trung Quốc đã dựng lên các công trình mới dành cho cả quân sự và nghề cá.